# Dypsis antanambensis
Dypsis antanambensis – gatunek palmy z rzędu arekowców (Arecales). 
Występuje endemicznie na Madagaskarze, w prowincji Toamasina. Można go spotkać między innymi w Parku Narodowym Mananara Nord. Znane jest tylko jedno jego naturalne stanowisko.
Rośnie w bioklimacie wilgotnym. Występuje na wysokości do 500 m n.p.m.